# Minoría de edad
Un menor de edad es, legalmente, un individuo que aún no ha alcanzado la edad adulta. La minoría de edad comprende toda la infancia y la adolescencia. En muchos países occidentales, la mayoría de edad se alcanza a los 18 o 21 años. 
Un menor de edad sería por tanto aquella persona que, por razón de su edad cronológica, no tiene todavía plena capacidad de obrar. La ley específica de cada lugar será la encargada de establecer la edad a partir de la cual una persona deja de ser menor de edad.
La minoría de edad y, por extensión, la ausencia de plena capacidad de obrar, suponen una serie de límites a los derechos y responsabilidades de la persona. Se establecen límites sobre actuaciones que se considera que el menor no tiene capacidad suficiente para hacer por su cuenta, y se exime de responsabilidad de actos que se entiende que no se le pueden imputar por su falta de capacidad.
En algunos ordenamientos jurídicos, «mayor de edad» y «adulto» no son, en sentido propio, términos sinónimos.

## Edad adulta
En gran parte del mundo, la edad a partir de la cual un individuo se considera adulto es a los 18 o 21 años. En partes de África, la edad adulta se alcanza a los 16 años.
En general, se puede decir que la edad adulta supone la presunción legal de que existe capacidad plena en el individuo para tomar decisiones y actuar en consecuencia. Por lo tanto, supone el incremento de sus posibilidades de actuación sin ayuda de sus padres o tutores o para realizar actos que antes tenía prohibidos por razón de su minoría de edad (por ejemplo, conducir vehículos automóviles, jugar apuestas, beber alcohol, fumar, comprar lotería, casarse; entre otros o en algunos países, trabajar).
Por otra parte, el hecho de que se considere que tiene la capacidad plena sobre sus actos implica una serie de responsabilidades sobre los mismos. En el caso del menor, puede no ser responsable por algunas actuaciones penales o por actos que den lugar a responsabilidad civil. También puede suponer que los responsables sean los padres o tutores en su lugar. Sin embargo, a partir de la edad adulta el único responsable de sus actos es la propia persona, y debe responder de ellos ante la justicia.
Sin embargo, es habitual que existan salvedades para ciertos casos. Entendiendo que no se ajusta a la realidad que sea a partir de un momento concreto en el que la persona pasa completamente de no tener capacidad a tenerla plena, los distintos ordenamientos jurídicos han ido estableciendo una serie de edades diferentes a partir de las cuales el menor puede hacer legalmente y sin necesidad de ayuda una serie de cosas.
Por ejemplo, en Estados Unidos, se puede conducir automóviles desde los 16 años. Ser llamado a las fuerzas armadas, comprar cigarros, entrar a casinos o lugares para adultos a los 18 y consumir alcohol o votar a los 21. En tanto, en otros como Costa Rica, todas estas cosas (excepto ser llamado a las fuerzas armadas, pues dicho país no posee aparato militar) se hacen al alcanzar la mayoría de edad, esto es, a los 18 años. En Europa, estos límites suelen ser más suaves, y en algunos países, se considera mayor de edad a los 16 años.
En cuanto al Derecho penal, es posible que el ordenamiento jurídico concreto establezca una regulación específica para la responsabilidad penal de los menores, escalonando en muchos casos su imputabilidad o no. El legislador suele considerar en esos casos que no puede ser igual de responsable un niño de 10 años que uno de 17 años, a pesar de que ambos sean menores de edad. 
En ciertos países, dependiendo de la gravedad del delito, un menor puede ser juzgado como mayor de edad. Tal fue el caso de John Lee Malvo, quien asesinó a 10 personas en asociación con John Muhammad, en el área de Virginia.
En Venezuela se debate sobre la división de la mayoría de edad según género. Se propone la mayoría de edad a los 18 o 19 años para las mujeres y 19 o 20 para los hombres. Sin embargo, el ordenamiento jurídico vigente establece la mayoría de edad a los 18 años, independientemente del sexo.

## Privación de la libertad de los menores de edad
Las Reglas de Naciones Unidas para la protección de los menores privados de su libertad (La Habana, 1990 - Res. 45/113, ONU)- establecen un piso mínimo de condiciones que los Estados parte de las Naciones Unidas deben cumplir para garantizar los derechos humanos de los niños y adolescentes privados de su libertad; y tienen como finalidad proteger a los menores de edad que están privados de su libertad, cualquiera sea la forma de esa privación de la libertad, proteger sus derechos fundamentales, protegerlos de todas las consecuencias malas que trae estar privado de la libertad y que esos menores recuperen la libertad lo antes posible y sin haber sufrido daño.
Los centros de detención de menores deben ser seguros y preparados para evitar todo tipo de accidentes y riesgos de incendio; abiertos y con muy pocas medidas de seguridad o ninguna, si son cerrados, el número de menores de edad debe ser chico para que el tratamiento pueda ser realmente individual; ubicados en la misma comunidad para que el menor de edad pueda estar cerca de su familia, amigos y unido a su grupo social; deben garantizar buena y sana alimentación en cantidad y calidad y agua limpia, potable y accesible para que el menor de edad pueda usarla cuando quiera; con terreno al aire libre y terrenos cubiertos para que puedan hacer actividad física y con profesores de educación física terapéutica para los menores de edad que la necesiten; deben tener una biblioteca bien surtida donde puedan leer diarios, revistas, ver películas, televisión y escuchar radio, deben tener atención médica suficiente para prevenir y curar enfermedades, odontólogos, oculistas y especialistas en salud mental y si el menor de edad se enferma hay que avisar a su familia y si es extranjero, avisar a las autoridades consulares (representantes de su país) deben poseer dormitorios individuales o tener grupos muy chicos y los menores de edad deben estar separados de a pequeños grupos según el tipo de tratamiento que mejor proteja su bienestar intelectual, su integridad física y moral.
Siempre se debe respetar la intimidad y dignidad del menor de edad; por eso, el niño o adolescente debe tener espacio propio para tener sus cosas y lugares seguros para guardarlas. Debe poder vestirse con su propia ropa, espacios privados para que pueda realizar sus necesidades físicas en forma limpia y decente y espacios propios para recibir visitas, estudiar y rezar según sus creencias.